# Remy Ryan Hernandez
Pour les articles homonymes, voir Remy et Hernandez.
Remy Ryan Hernandez est une actrice américaine née le 24 janvier 1984 à Los Angeles, en Californie (États-Unis).

## Filmographie
- 1989 : La Belle et la Bête (Beauty and the Beast) (série télévisée) : Lauren
- 1990 : Les Enfants de la mariée (Children of the Bride) (TV) : Camper #2
- 1990 : La vie est belle (Fine Things) (TV) : Doreen
- 1990 : Flash (The Flash) (série télévisée) : Cory Cohan
- 1991 : La Famille Torkelson (The Torkelsons) (série télévisée) : Jenny Blackwing
- 1991 : Bienvenue en Alaska (Northern Exposure) (série télévisée)
- 1992 : Mann & Machine (série télévisée) : Nikki Ruggiero
- 1993 : RoboCop 3 de Fred Dekker : Nikko
- 1994 : The Secret Life of Houses : Margret
- 1994 : Ava's Magical Adventure : Eddie
- 1994 : Mon ami Dodger (Monkey Trouble) : Katie
- 1996 : Toto Lost in New York (vidéo) : Angie (voix)
- 2003 : The Practice : Bobby Donnell et Associés (The Practice) (série télévisée) : Andrea Mills
- 2004 : Urgences (ER) (série télévisée) : Harried Clerk
- 2005 : Médium (Medium) (série télévisée) : Pablo's Wife
- 2006 : Open Window : Imelda
- 2006 : Ways of the Flesh : Hispanic Mother
- 2006 : The Lost Room (télésuite) : Zoraida

## Distinctions
- Nomination au Young Artist Award de la meilleure actrice âgée de 10 ans ou moins dans un long métrage en 1994 pour RoboCop 3.